# Mélanie Couture
Mélanie Couture est une humoriste francophone canadienne. Elle est diplômée d’un baccalauréat en sexologie, et après 5 ans dans le domaine, elle se joint à l’École nationale de l’Humour en 2005 dont elle est diplômée en 2007. Elle est également une autrice et une romancière, ayant publié deux best-sellers : 21 amants, sans remords ni regrets et À la conquête du clan.

## Carrière
Elle commence sa vie professionnelle en tant que sexologue-éducatrice, une carrière qu'elle exerce pendant cinq ans, se spécialisant dans l'éducation sexuelle des femmes.
En 2005, elle fait un virage professionnel radical en intégrant l'École nationale de l'Humour de Montréal, dont elle sort diplômée en 2007. Ce changement de cap découle de son désir profond de partage avec les gens.
Elle a également participé à plusieurs galas Juste pour rire et Comédiha. De plus, elle a créé une web-série Vendredi Vino et elle participe à l’émission Cliptoman et l’émission Un gars le soir animé par Jean-François Mercier. Plus récemment, elle fait partie de la série Toutoune journée, une nouvelle série web-série qui laisse tomber les préjugés sur les corps plus ronds, elle est accompagnée de Mélissa Bédard et de Guylaine Guay pour faire des activités qui ne semblent pas faites pour elles.
En 2020, Mélanie Couture se joint à Erich Preach en nous présentant leur balado Les Fallopes, où ils démolissent les tabous autour de la sexualité.

## Filmographie
- 2010 : Cliptoman
- 2010 à 2013 : Un gars le soir
- 2021 : Dans ma tête
- 2024 : Toutoune journée

## Roman
- 21 amants, Sans remords ni regrets, édition RECTO-VERSO, 6 octobre 2014[7]
- À la conquête du clan, édition RECTO-VERSO, 09 octobre 2017[8]
- Tomber en humour, co-auteure, édition Somme toute, 30 octobre 2017[9]
- Dans les yeux de mon père, co-auteure, édition Hugo, 29 mars 2021[10]